# Bopyrina ocellata
Bopyrina ocellata är en kräftdjursart som först beskrevs av Voldemar Czerniavsky 1869.  Bopyrina ocellata ingår i släktet Bopyrina och familjen Bopyridae. Inga underarter finns listade i Catalogue of Life.